# Elijah Harkless
Pour les articles homonymes, voir Harkless.
Elijah Harkless, né le 3 février 2000 à San Bernardino en Californie, est un joueur américain de basket-ball évoluant aux postes de meneur et arrière.

## Biographie

### Carrière professionnelle

#### Jazz de l'Utah (depuis 2025)
En janvier 2025, il signe un contrat two-way avec le Jazz de l'Utah.

## Palmarès et distinctions individuelles
- Second-team All-Mountain West (2023)